# Glanapteryx
Glanapteryx (Гланаптерикс) — рід риб з підродини Glanapteryginae родини Trichomycteridae ряду сомоподібні. Має 2 види. Наукова назва походить від латинського слова glanis, тобто «сом», та apteryx — «без ласт».

## Опис
Загальна довжина представників цього роду коливається від 5 до 6,1 см. Голова коротка, широка, сплощена зверху. Очі невеличкі, розташовані у верхній частині голови. Є дві пари коротких вусів. Тулуб кремезний, широкий, подовжений. Спинний плавець розташовано на хвостовому стеблі. Жировий плавець відсутній. Грудні плавці широкі, витягнуті. Черевні плавці відсутні. Анальний плавець широкий, з короткою основою. Хвостовий плавець широкий, з розгалуженими променями.
Забарвлення сірувате, вкрито малюнком з хвилястих контрастних смуг.

## Спосіб життя
Це бентопелагічні риби. Полюбляють прісні водойми. Зустрічаються в невеликих лісових струмках з піщаним дном, вкритим опалим листям. Живляться донними організмами.

## Розповсюдження
Мешкають у річках Оріноко й Негро — у межах Венесуели та Бразилії.

## Види
- Glanapteryx anguilla
- Glanapteryx niobium